# Fronte di Ricostruzione Nazionale
Il Fronte di Ricostruzione Nazionale (in greco: Μέτωπο Εθνικής Αναδημιουργίας, Métopo Ethnikis Anadimiourghias) fu un partito politico greco di orientamento liberal-conservatore fondato nel 1950.
Nel 1951 confluì nel Raggruppamento Ellenico.

## Risultati
| Elezione          | Voti   | %   | Seggi   |
| ----------------- | ------ | --- | ------- |
| Parlamentari 1950 | 88.979 | 5,3 | 7 / 250 |